# Xylopia mildbraedii
Xylopia mildbraedii este o specie de plante angiosperme din genul Xylopia, familia Annonaceae, descrisă de Friedrich Ludwig Diels. Conform Catalogue of Life specia Xylopia mildbraedii nu are subspecii cunoscute.